# Арчидоссо
Арчидоссо (італ. Arcidosso) — муніципалітет в Італії, у регіоні Тоскана, провінція Гроссето.
Арчидоссо розташоване на відстані близько 135 км на північний захід від Рима, 105 км на південь від Флоренції, 37 км на схід від Гроссето.
Населення — 4296 осіб (2014).
Щорічний фестиваль відбувається 6 грудня. Покровитель — святий Миколай.

## Демографія
Населення за роками:

Станом на 1 січня 2023 року в муніципалітеті офіційно проживали 742 іноземці з 40 країн, серед них 140 громадян країн Євросоюзу та 15 громадян України.

## Сусідні муніципалітети
- Кампаньятіко
- Кастель-дель-П'яно
- Чиніджано
- Роккальбенья
- Санта-Фйора